# Irwin Allen
Irwin Allen (Nova Iorque, 12 de junho de 1916 — Santa Monica, 2 de novembro de 1991) foi um diretor, produtor de cinema e de televisão, chamado de "The Master of Disaster" (o mestre do desastre) por causa do seu trabalho com filmes-catástrofe. Também ficou conhecido por criar inúmeras e memoráveis séries populares de televisão.
Allen recebeu doze indicações ao Oscar, sendo que ganhou cinco das mais famosas estatuetas de Hollywood. Em 1952, ganhou um prêmio da Academy Award por melhor documentário, com The Sea Around Us.
Em 3 de janeiro de 2008, a BBC Four mostrou de noite o trabalho de Allen, incluído um documentário de 1995: The Fantasy Worlds Of Irwin Allen junto com episódios de Lost In Space, Land of the Giants e Voyage to the Bottom of the Sea.
Irwin Allen faleceu de ataque cardíaco em Santa Mônica, na Califórnia, em 2 de novembro de 1991, aos 75 anos.

## Obras
Alguns filmes importantes que Allen produziu
- 1960 - O mundo perdido (The Lost World),
- 1961 - Viagem ao fundo do mar (Voyage to the Bottom of the Sea)
- 1962 - Cinco semanas num balão (Five Weeks in a Balloon)
- 1971 - A cidade sob o mar (The City Beneath the Sea)
- 1972 - O destino do Poseidon (The Poseidon Adventure)
- 1974 - Inferno na torre ou A torre do inferno (The Towering Inferno)
- 1978 - O enxame (The Swarm)
- 1979 - Dramático Reencontro No Poseidon (Beyond the Poseidon Adventure).
- 1980 - O dia em que o mundo acabou (When Time Ran Out...)

Grandes sucessos na televisão produzidos por Irwin Allen
- Viagem ao Fundo do Mar (Voyage to the Bottom of the Sea - 1964-1968)
- Perdidos no Espaço (Lost in Space - 1965-1968)
- O Túnel do Tempo (The Time Tunnel - 1966-1967)
- Terra de Gigantes (Land of the Giants - 1968-1970).
- A Família Robinson (The Swiss Family Robinson - 1975-1976)

Produziu ainda o filme para televisão feito em 1971, A cidade sob o mar (The City Beneath the Sea), estrelado por Stuart Whitman, astro do seriado Cimarron Strip, e com participação de alguns antigos protagonistas dos seriados de sucesso de Allen, como Richard Basehart, de Viagem ao Fundo do Mar, e a dupla de O Túnel do Tempo,  James Darren e Robert Colbert.